# Little Hocking
Little Hocking – jednostka osadnicza w Stanach Zjednoczonych, w stanie Ohio, w hrabstwie Washington.